# Perlesta
Perlesta és un gènere d'insectes plecòpters pertanyent a la família dels pèrlids.

## Descripció
- Tenen una fila irregular d'espínules darrere dels ulls.
- Cercs sense una franja de pèls llargs.[4][5]

## Alimentació
Les larves joves es nodreixen de detritus, mentre que les que són més grans són depredadores d'altres larves.

## Hàbitat
Viuen a les masses d'aigües corrents sobre substrats de grava o llim.

## Distribució geogràfica
Es troba al centre i l'est de Nord-amèrica.

## Taxonomia
- Perlesta adena Stark, 1989
- Perlesta baumanni Stark, 1989
- Perlesta bjostadi Kondratieff & Lenat, 2006
- Perlesta bolukta Stark, 1989
- Perlesta browni Stark, 1989
- Perlesta chaoi Wu, C.F., 1948
- Perlesta cinctipes (Banks, 1905)
- Perlesta cranshawi Kondratieff & Kirchner, 2006
- Perlesta dakota Kondratieff & Baumann, 1999
- Perlesta decipiens (Walsh, 1862)
- Perlesta etnieri Kondratieff & Kirchner, 2002
- Perlesta frisoni Banks, 1948
- Perlesta fusca Poulton & Stewart, 1991
- Perlesta golconda DeWalt & Stark, 1998
- Perlesta lagoi Stark, 1989
- Perlesta leathermani Kondratieff & Zuellig, 2006
- Perlesta nelsoni Stark, 1989
- Perlesta nitida Banks, 1948
- Perlesta placida (Hagen, 1861)
- Perlesta puttmanni Kondratieff & Kirchner, 2003
- Perlesta roblei Kondratieff & Kirchner, 2003
- Perlesta shawnee Grubbs, 2005
- Perlesta shubuta Stark, 1989
- Perlesta spatulata Wu, C.F., 1938
- Perlesta teaysia Kirchner & Kondratieff, 1997
- Perlesta xube Stark & Rhodes, 1997[10][12][13][14][15]